# Scott M. Lanyon
Scott Merrill Lanyon (* 17. Juli 1956 in Tucson, Arizona) ist ein US-amerikanischer Ornithologe. Sein Forschungsschwerpunkt sind die Stärlinge (Icteridae).

## Leben
Scott Lanyon ist der Sohn des Ornithologen Wesley Edwin Lanyon (1926–2017), der von 1976 bis 1978 Präsident der American Ornithologists’ Union war. 1972, 1973 und 1974 begleitete Lanyon seinen Vater auf ornithologische Exkursionen nach Peru, Kolumbien und Venezuela. 1977 erlangte er den Bachelor of Arts in Biologie an der State University of New York (SUNY). Von September 1978 bis Mai 1980 war er Lehrassistent an der Indiana University, wo er im Juli 1980 zum Master of Arts in Zoologie und Ökologie graduierte. Von Januar 1981 bis Dezember 1983 war er Lehrassistent an der Louisiana State University und von September 1982 bis Mai 1984 war er kuratorischer Assistent an der Vogelabteilung des Naturkundemuseums der Louisiana State University. 1985 wurde er mit der Dissertation Biochemical Systematics of the Tyrannoidea (Aves) (Electrophoresis, Jackknifing, Phylogenetic Trees, Consensus Methods) unter der Leitung von James V. Remsen  an der Louisiana State University zum Ph.D. promoviert. 
Lanyon forscht auf dem Gebiet der Vogel-Systematik. Mithilfe von DNA-Sequenzdaten haben er und seine Kollegen ein Verständnis für die evolutionären Beziehungen zwischen Familien, Gattungen und Vogelarten entwickelt und dieses Wissen genutzt, um die evolutionären Prozesse aufzuklären, die für Verhaltens- und morphologische Muster verantwortlich sind. Sein Hauptinteresse gilt hierbei der Familie der Stärlinge (Icteridae), über die er im Tree of Life Web Project schreibt. 1990 beschrieb Scott Lanyon gemeinsam mit Douglas F. Stotz und David E. Willard den Mato-Grosso-Bodenameisenwürger (Clytoctantes atrogularis).
Von 1985 bis 1995 war Lanyon Kurator an der Vogelabteilung des Field Museum of Natural History in Chicago. Für den Einsatz biochemischer Techniken gründete er ein Labor, das heute als Pritzker Laboratory for Molecular Systematics bekannt ist und von Forschern aller Museumsabteilungen, von vielen lokalen und internationalen Doktoranden und von Mitarbeitern des Field Museum genutzt wird. In Verbindung mit seiner Forschung stellte er eine Gewebesammlung zusammen, die jetzt über 60000 Proben von etwa 2600 Arten enthält. Lanyons Feldforschung führte ihn nach Peru, Bolivien, Brasilien, den Westindischen Inseln und den Marshall-Inseln. Lanyon initiierte die Bemühungen, den Katalog der Vogelsammlung zu digitalisieren und erweiterte die Beteiligung der Vogelabteilung des Field Museum an Graduiertenprogrammen der University of Chicago und der University of Illinois in Chicago.
1995 wurde er Fakultätsmitglied an der Abteilung für Ökologie, Evolution und Verhalten der University of Minnesota, die er von 2008 bis 2016 leitete. Von 1995 bis 2008 war er Direktor des James Ford Bell of Museum Natural History der University of Minnesota.
Von 2014 bis 2016 war Scott Lanyon Präsident der American Ornithologists’ Union. Dies war das erste Mal, dass ein Familienangehöriger eines früheren Präsidenten an die Spitze dieser Organisation gewählt wurde. 
Im April 2016 wurde Lanyon zum Vize-Provost und Dekan der Graduiertenausbildung an der University of Minnesota ernannt.
Lanyon ist seit 1981 verheiratet. Er hat zwei Töchter.